# Røynevarden
Røynevarden är ett tidigare torp och idag museigård i Suldals kommun i Troms fylke i Norge. Den ligger på bergssidan med utsikt över Suldalsvatnet, 200 meter till fots upp från Riksvej 13 mellan Suldalsosen och Nesflaten.
Røynevarden hade normalt en besättning på två kor, fem getter och några får. Det fanns ett antal små åkrar, på vilka odlades potatis och sädesväxter för eget bruk. På bergssidorna och på myrarna slogs hö.
På Røynevarden finns sex byggnader. Det äldsta boningshuset, Gamlestova, byggdes 1832. Det är en rökstuga, på lokaldialekt "rotastova". Den var bebodd fram till 1893. 
Det nyare bostadshuset, Nystova, flyttades till platsen 1892. Dessutom finns lada, svinhus, gethus och eldhus (sommarkök).  
Røynevarden övergavs 1946 och övertogs av Ryfylkemuseet 1948. Byggnaderna restaurerades 2007-2009 och ladan rekonstruerades 2013. 

## Bildgalleri

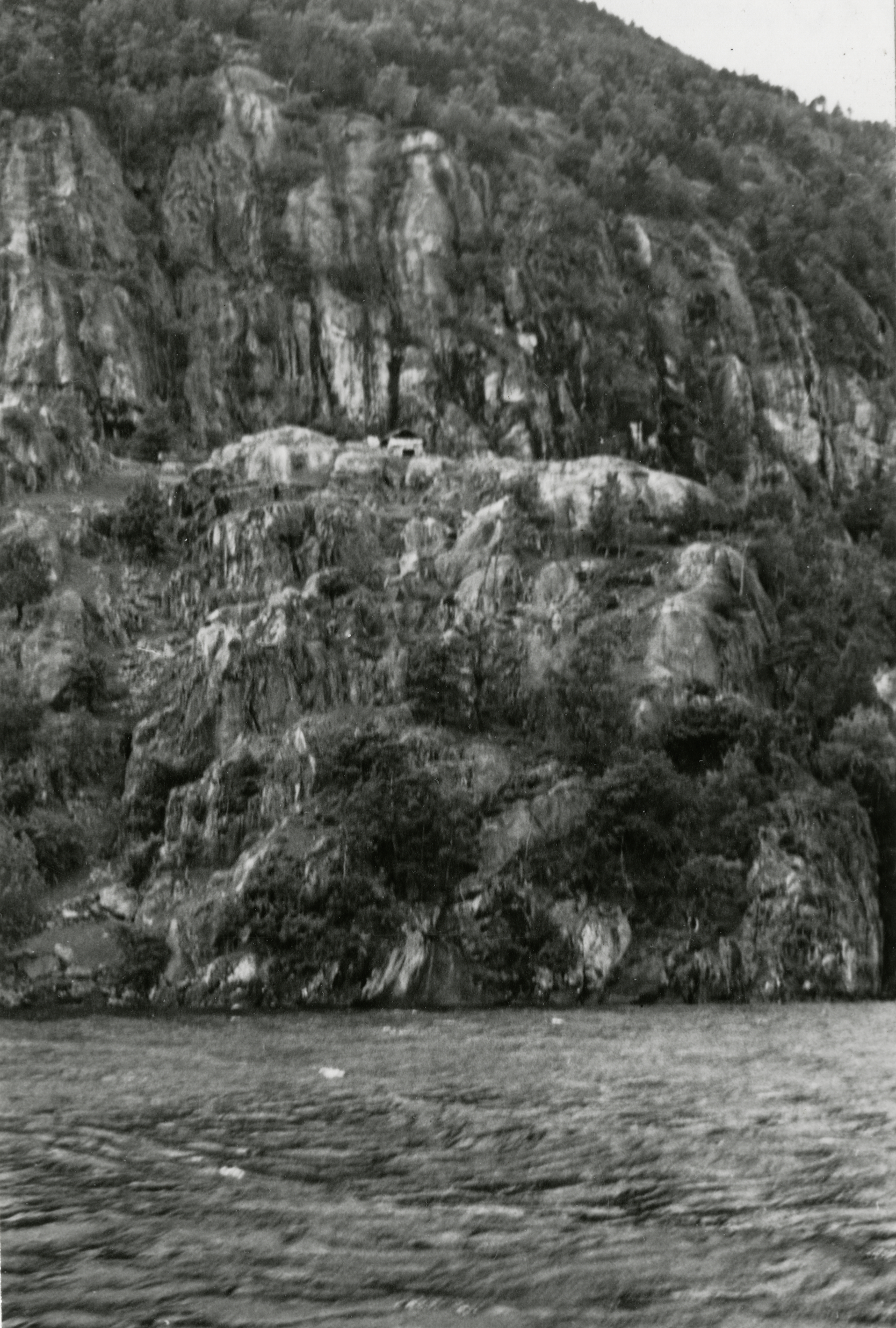
Røynevarden 1946
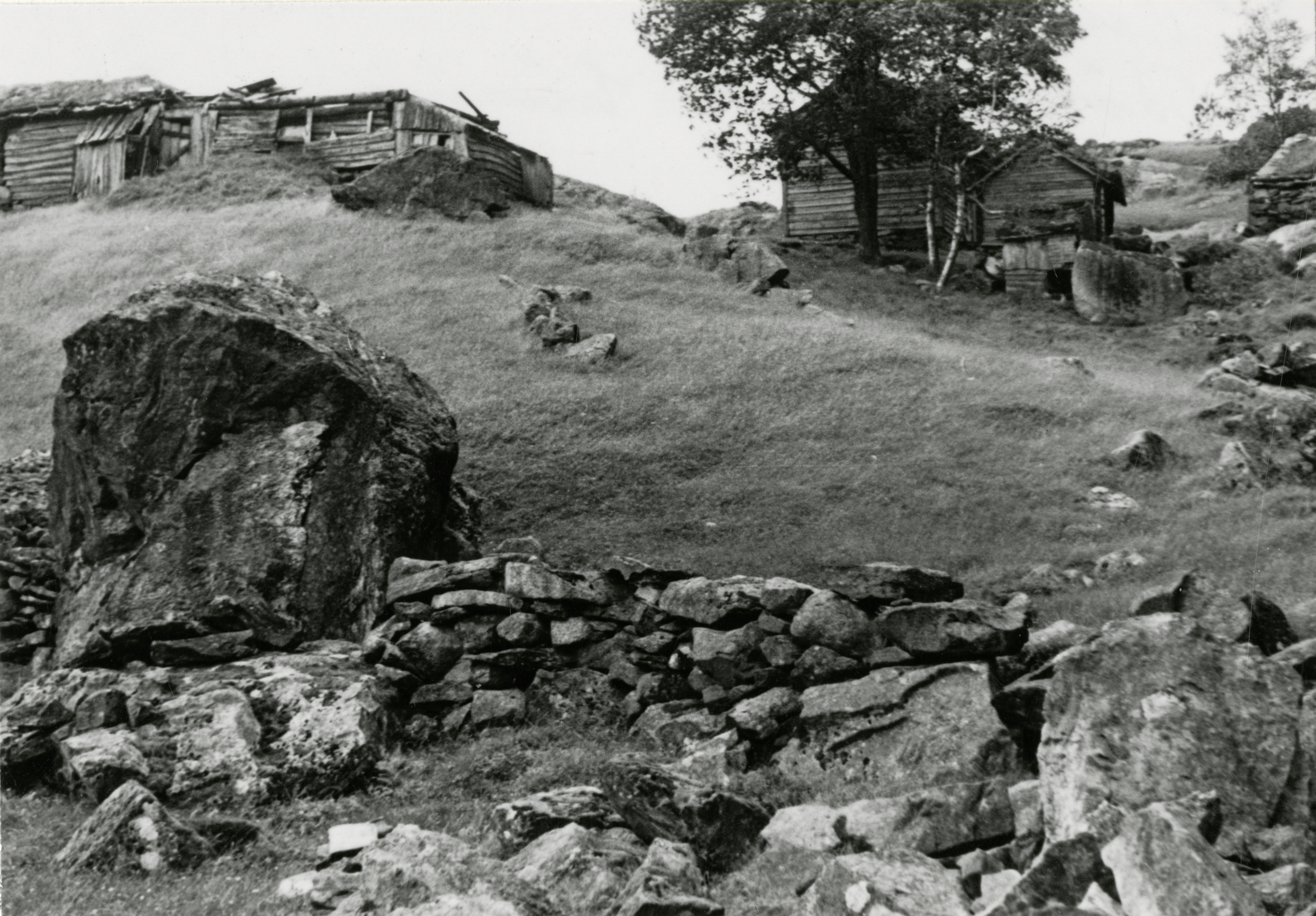
Røynevarden 1946
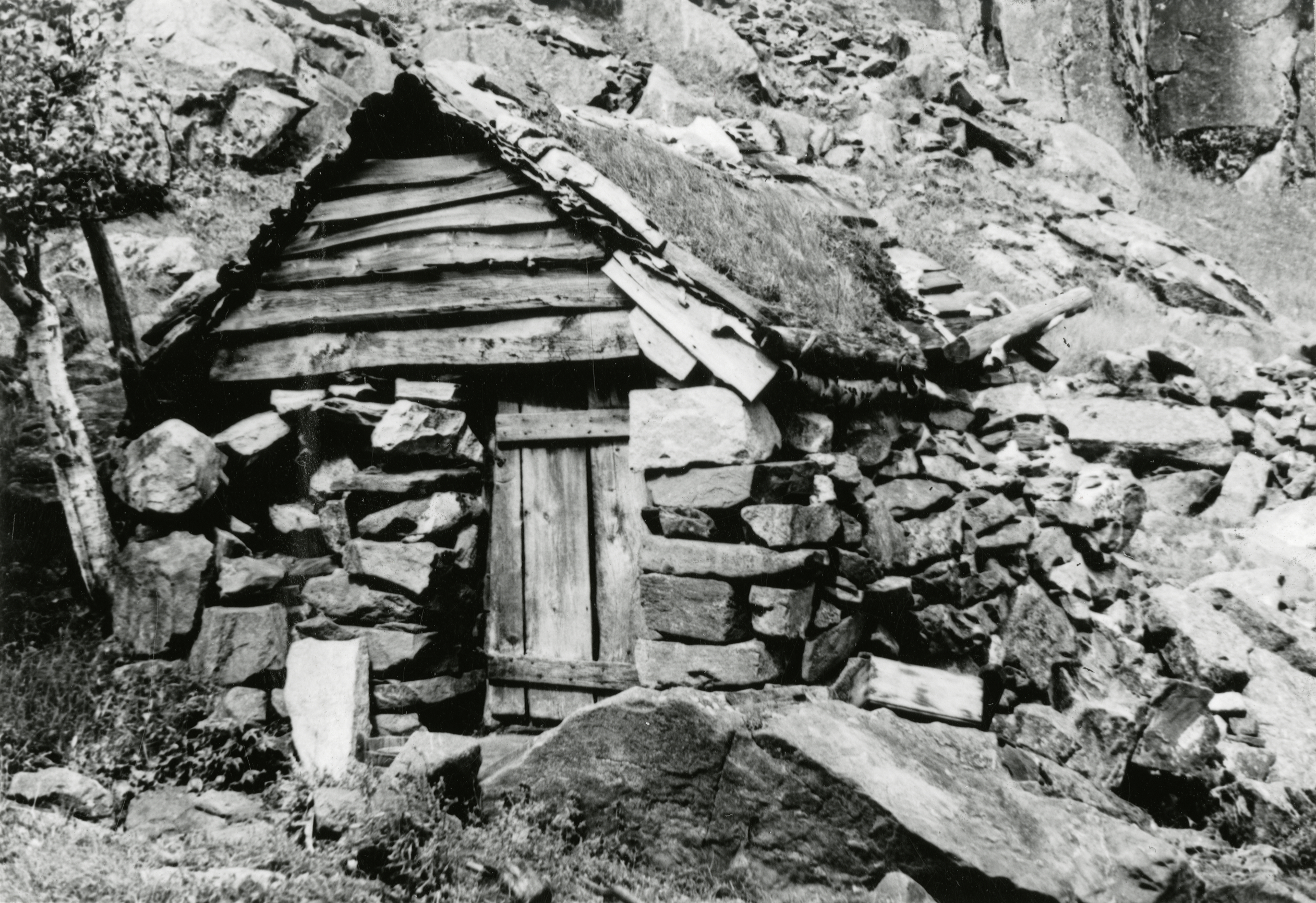
Jordkällare 1946
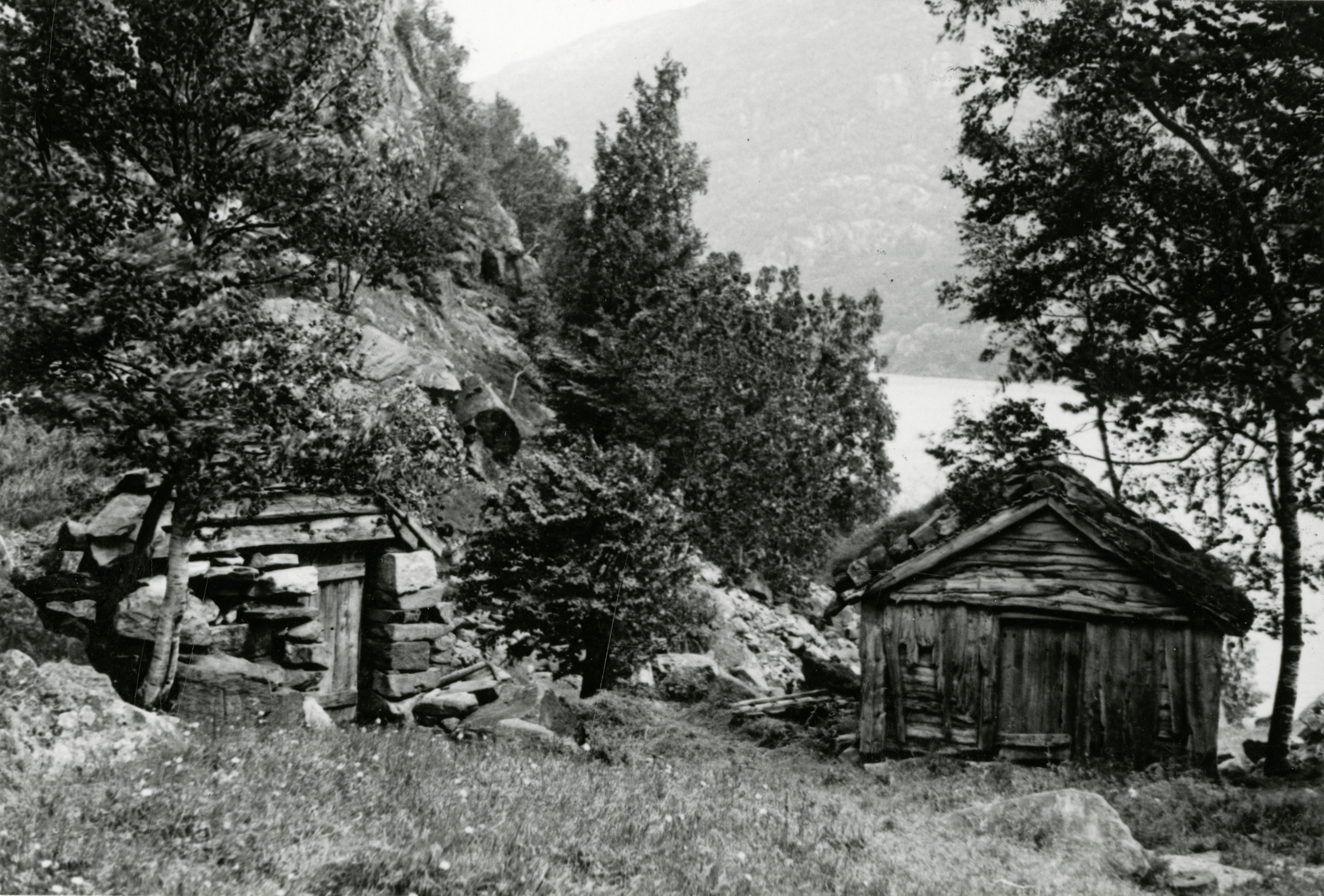
Uthus 1946